# III. Albert bajor herceg
III. (Kegyes) Albert (München, 1401. március 27. – München, 1460. február 29.) bajor–müncheni herceg 1437-től haláláig.

## Élete
Ernő bajor herceg fiaként született. Prágában nevelkedett nagynénje, Zsófia királyné udvaránál. Később megismerkedett az augsburgi születésű Bernauer Ágnessel, akivel 1435-ben össze is házasodott Straubing várában. 1432-ben azonban – fia távollétében – Ernő herceg Straubing várába tört, és a Dunába fojtatta Ágnest. Majdnem háború tört ki Ernő és Albert közt, de Zsigmond császárnak sikerült kibékíteni a feleket.
1438-ban elhunyt Ernő, Albert pedig trónralépett. Békésen uralkodott, és a kolostorok reformjával a érdemelte ki a "kegyes" jelzőt. Utóda fia, IV. János volt.

## Lásd még
- Bajorország uralkodóinak listája

| Előző uralkodó: Ernő | Bajorország uralkodója 1438 – 1460 bajor–müncheni hercegként | Következő uralkodó: IV. János |